# Carex vicinalis
Espèce
Classification phylogénétique
Carex vicinalis est une espèce de plantes du genre Carex et de la famille des Cyperaceae.